# 三月亡華論
三月亡華是指第二次世界大戰的最初期，淞滬會戰日本入侵中國時，日軍的計劃目標，即是在三個月的時間內結束中国事变。
有人認為其意义并不是字面上的，只要三個月就能完全打敗中國軍隊，征服中國；而是指在三个月内迫使国民政府作出退让和妥协，停止武装冲突。所以直到太平洋战争爆发时，中国政府才正式向日本宣战，在此之前双方都心照不宣地没有宣战。
淞滬會戰時中國政府藉由遷都重慶，以空間換取時間的對策，中日雙方軍事衝突僵持不下，滅了日方當初想要三月亡華的心態。日本同時也做出了包括拒绝陶德曼调停，发布近卫声明等超过蒋介石政府的容忍极限的举动，导致迟迟不能结束战争，被迫在战争泥濘中消耗、無法抽身離去，直到太平洋战争，美国参战，最终无条件投降。